# Euselasia telecta
Euselasia telecta är en fjärilsart som beskrevs av Jacob Hübner 1816. Euselasia telecta ingår i släktet Euselasia och familjen Riodinidae. Inga underarter finns listade i Catalogue of Life.